# (8102) Yoshikazu
(8102) Yoshikazu est un astéroïde de la ceinture principale.

## Description
(8102) Yoshikazu est un astéroïde de la ceinture principale. Il fut découvert le 14 janvier 1994 à Ōizumi par Takao Kobayashi. Il présente une orbite caractérisée par un demi-grand axe de 2,84 UA, une excentricité de 0,03 et une inclinaison de 3,3° par rapport à l'écliptique.

## Compléments